# Force navale lituanienne
La force navale lituanienne (lituanien : Lietuvos Karinės jūrų pajėgos) ou marine lituanienne est la marine de guerre des forces armées lituaniennes. Bien qu'établie officiellement le 1er août 1935, ses racines remontent aux combats navals sur la mer Baltique à l'époque médiévale. Les unités navales lituaniennes ont été utilisées par la marine soviétique pendant la Seconde Guerre mondiale, et la marine a été rétablie à part entière depuis l'Acte de rétablissement de l'État lituanien le 11 mars 1990.
Ses tâches principales comprennent la protection des eaux territoriales et de la zone économique exclusive, les missions de recherche et sauvetage, le déminage ou la protection des pêches et la surveillance de la pollution. La marine lituanienne fait partie des forces de l'OTAN, où elle se concentre sur les opérations anti-mines. Elle contribue au Standing NATO Mine Countermeasures Group 1 a des exercices internationaux et à des missions de l'Union européenne : l'Opération Atalante et l'Opération Sophia.

## Historique

### Entre les deux-guerres

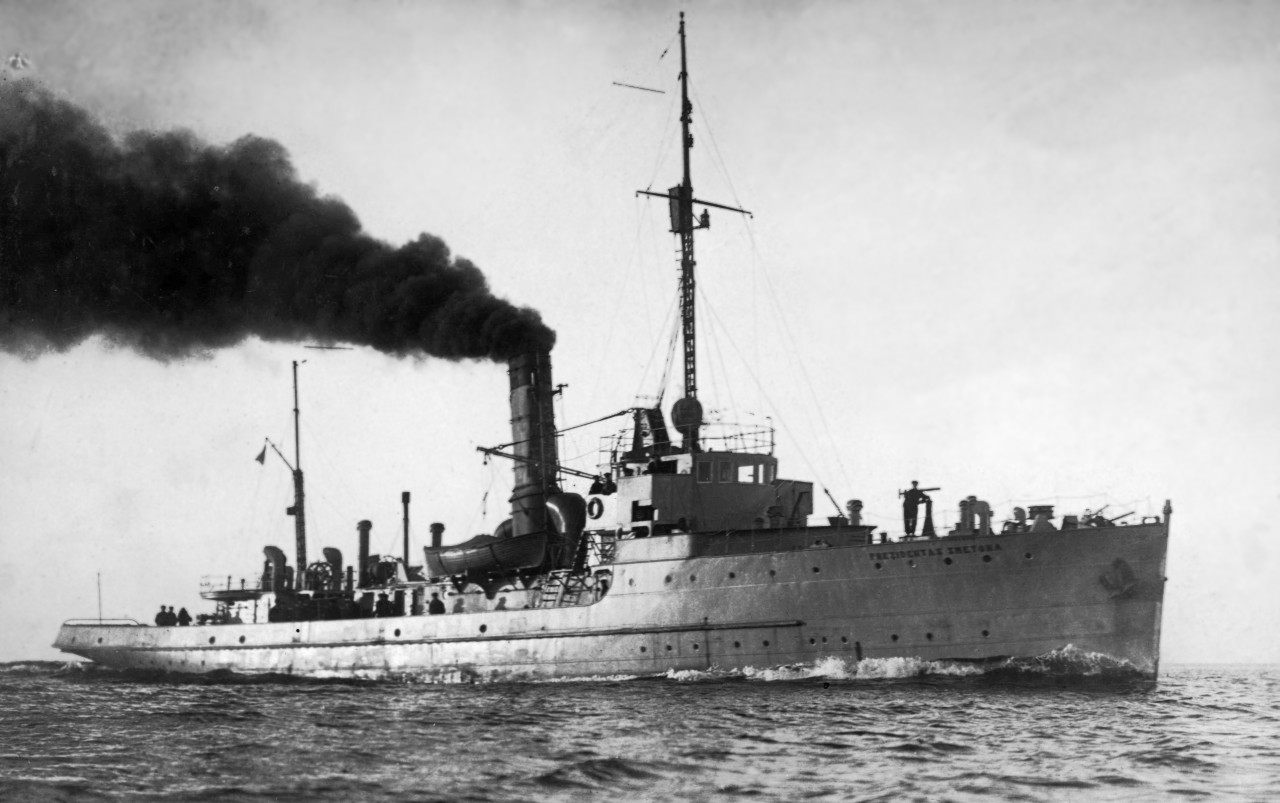
Prezidentas Smetona

La Lituanie a accédé à l'indépendance en 1918 , mais l'établissement de la marine a pris de nombreuses années. En 1923, la Lituanie a pris le contrôle de l'important port de Klaipėda et, en juillet 1927, elle a acheté l'ancien dragueur de mines allemand M59, mis en service comme navire de patrouille Prezidentas Smetona . Il a été complété par six bateaux à moteur et le brise-glace Perkunas. La date de la création officielle de la marine lituanienne est le 1er septembre 1935. Le 22 mars 1939, Klaipeda est occupée par l'armée allemande et les navires lituaniens doivent fuir vers le port de Liepāja. La marine a disparu en raison de l'occupation du pays par l'Union soviétique en juin 1940. Le bateau de patrouille Prezidentas Smetona a été renommé Korall et déployé pendant la Seconde Guerre mondiale .

### Après l'indépendance de 1990

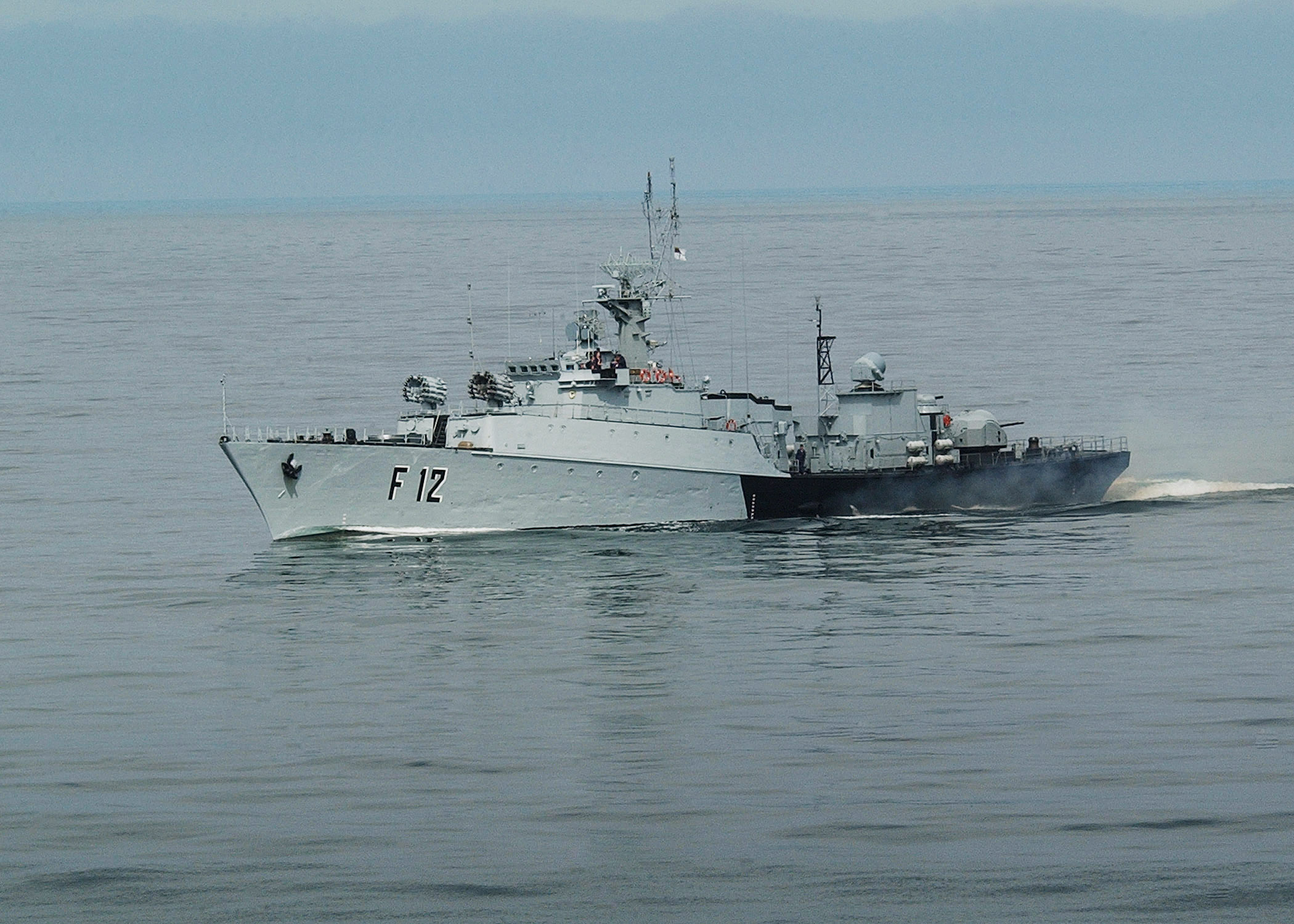
LNS Aukstaitis (F 12)

La Lituanie a restauré son indépendance en 1990 et la marine a été restaurée le 4 juillet 1992. Le pays a commencé à construire une marine qui était la plus forte parmi les États baltes. Tout d'abord, en 1992, deux corvettes anti-sous-marines soviétiques du Project 1124M (Grisha III) , nommées Žemajtis (F 11) et Aukštaitis (F 12), ont été acquises. Elles ont ensuite rejoint l'exercice américain BALTOPS en 1993, qui a marqué le début de la participation de la Marine lituanienne à la coopération internationale. Le Valetian Uryvaev ex-A41 Vetra soviétique et le bateau de patrouille suédois KBV-240 ont également été achetés. Tous ont déjà été supprimés.
Dans les années 1999-2000, les dragueurs de mines allemands Sūduvis (M 52) et Kuršis (M 51) de la classe Lindau (type 331B) ont été acquis. Entre 2000 et 2001, trois bateaux de patrouille norvégiens de classe Storm  ont été acquis et mis au rebut. En 2008-2009, deux bateaux de patrouille de classe Flyvefisken de la marine royale danoise ont été achetés, complétés par deux autres unités en 2010 et 2016 . En 2006, la Marine comprenait le dragueur de mines norvégien Jotvingis de la classe Vidar. Il est utilisé comme navire de commandement et de soutien, remplaçant le navire Vetra. En 2013, les dragueurs de mines existants ont été complétés par deux nouveaux navires britanniques de la classe Hunt appelés Skalvis et Kuršis.

### Baltic Naval Squadron
Elle fait aussi partie du Baltic Naval Squadron (BALTRON) qui est une force navale commune aux trois pays baltes (Estonie, Lettonie et Lituanie), non permanente et affectée à diverses missions principalement en mer Baltique et plus rarement sous mandat de l'OTAN. L'escadron est composé de 3 à 6 vaisseaux (principalement des dragueurs de mines) et d'un centre opérationnel à Tallinn.

## Flotte actuelle
| Nom                             | Photo                        | Origine                      | Classe                          | Type                                   | Construction                 | Entrée en service service (LNF) | Notes                                                                         |
| Escadron de guerre des mines    | Escadron de guerre des mines | Escadron de guerre des mines | Escadron de guerre des mines    | Escadron de guerre des mines           | Escadron de guerre des mines | Escadron de guerre des mines    | Escadron de guerre des mines                                                  |
| ------------------------------- | ---------------------------- | ---------------------------- | ------------------------------- | -------------------------------------- | ---------------------------- | ------------------------------- | ----------------------------------------------------------------------------- |
| Jotvingis (N 52)                |                              | Norvège                      | Classe Vidar Mouilleur de mines | Navire de commandement                 | 1977                         | 2006                            | Navire de commandement. Ex-HNoMS Vidar (N52) de la Marine royale norvégienne. |
| Sūduvis (M 52)                  |                              | Allemagne                    | Classe Lindau                   | Chasseur de mines                      | 1958                         | 2000                            | Ancien M 1071 Koblenz en service actif                                        |
| Skalvis (M 53)                  |                              | Royaume-Uni                  | Classe Hunt                     | Dragueur de mines et chasseur de mines | 1982                         | 2011                            | Mis en service le 18 mai 2013. Ex-HMS Cottesmore                              |
| Kuršis (M 54)                   |                              | Royaume-Uni                  | Classe Hunt                     | Dragueur de mines et chasseur de mines | 1982                         | 2011                            | Mis en service le 18 mai 2013. Ex-HMS Dulverton                               |
| Escadron de patrouilleurs       |                              |                              |                                 |                                        |                              |                                 |                                                                               |
| Žemaitis (P 11)                 |                              | Danemark                     | Classe Flyvefisken              | Navire de guerre multirôle             | 1985                         | 2008                            |                                                                               |
| Dzūkas (P 12)                   |                              | Danemark                     | Classe Flyvefisken              | Navire de guerre multirôle             | 1988                         | 2009                            |                                                                               |
| Aukštaitis (P 14)               |                              | Danemark                     | Classe Flyvefisken              | Navire de guerre multirôle             | 1993                         | 2010                            |                                                                               |
| Sėlis (P 15)                    |                              | Danemark                     | Classe Flyvefisken              | Navire de guerre multirôle             | 1988                         | 2016                            | Transféré de la marine danoise en 2016                                        |
| Escadron de navires auxiliaires |                              |                              |                                 |                                        |                              |                                 |                                                                               |
| PGL Šakiai                      |                              | USSR                         |                                 | navire de recherche et sauvetage       | 1986                         | 2009                            |                                                                               |
| H21 Vilnelė                     |                              | USSR                         |                                 | Navire de soutien                      | 1983                         | 1992                            |                                                                               |
| H22 Atlas                       |                              | Suède                        |                                 | remorqueur                             | 1955                         | 2000                            | Peut être utilisé dans un rôle de brise-glace                                 |